# Epanogmus sanguiniventris
Epanogmus sanguiniventris är en stekelart som beskrevs av Girault 1938. Epanogmus sanguiniventris ingår i släktet Epanogmus och familjen puppglanssteklar. Inga underarter finns listade i Catalogue of Life.